# Refalosa
La refalosa (o resbalosa) es una danza sudamericana, vinculada a la zamacueca, que se extendió por Chile en la primera mitad del siglo XIX.

## Descripción
Fue popular durante el siglo XIX en la zona Central de Chile. Según ciertas fuentes es de origen peruano. Otros alegan que llegó a ese país desde Argentina, alrededor de 1835 y que habría tenido vigencia hasta 1860 y después, más débilmente, en la provincia de Santiago del Estero.
Como género popular ya casi ha desaparecido, tal como se han extinguido otras danzas populares: el rin, la pericona y la sirilla.
Su nombre se debería al estilo del baile, que básicamente se desarrolla arrastrando los pies hacia adelante y hacia atrás, como «resbalando». También podría haberse debido al verbo «refalar» que significa 'quitarse una prenda, despojarse de algo' en castellano antiguo.
El 17 de julio de 1848, se le hizo un beneficio a José Zapiola, y en el programa figuran nuevas refalosas, lo que indica su ascensión a los escenarios, a los tabladillos escénicos. Zorobabel Rodríguez, en su Diccionario de chilenismos, publicado en 1875, señala que «la refalosa se bailaba en las chinganas junto a la cueca».

### Características
Danza picaresca, de galanteo, de pareja suelta e independiente y de movimiento vivo.

### Coreografía
Se baila con pañuelo y paso básico común. Posición inicial: firmes, enfrentados. Comienza con el pie izquierdo. Media vuelta con pañuelo extendido, zigzagueando levemente por la derecha. En el comienzo los pañuelos van extendidos, a la altura de la cara, inclinándolo a cada paso; se enfrentan en el centro, y luego se detienen brevemente, saludándose. Prosiguen el avance en arco, y dándose el frente, se saludan, el caballero sujetando el pañuelo con una mano y la dama sujetando el suyo cruzado sobre la pollera, con ambas manos. Zapateo con pañuelo en mano derecha, al costado y zarandeo con pañuelo en la misma posición anterior. Media vuelta, similar a la primera. Zapateo y zarandeo como en la primera ocasión.
Cuatro esquinas, con castañetas, por la derecha, con saludo en cada una de ellas: en el tercer compás avanzan uno hacia otro y se saludan, con una inclinación; en el cuarto retroceden y se saludan.
Media vuelta, con pañuelo extendido. Avanzan uno hacia otro, zigzagueando y moviendo los pañuelos extendidos; en el tercer compás, unen a éstos en el centro, formando una especie de cruz. y así, dan en el centro una vuelta entera por la derecha, separándose sobre el final, en que se coronan, pasando el caballero su pañuelo extendido por detrás de la cabeza de la dama, llevando la dama el suyo extendido a la altura de sus ojos.
La segunda parte es igual que la primera.

## Indumentaria
Conforme con las distintas épocas y lugares, desde 1871 en adelante la pollera femenina se alarga hasta el pie, sin dejar de ser ancha, aunque esto ocurre, fundamentalmente, para festejos o para cabalgar o aún para "dentro de casa". La camisa, arriba, es cubierta por una blusa, generalmente de tela muy liviana, con adornos en el frente o pechera (lacitos, tablas, bordados) y mangas largas, por lo común casi ceñidas al brazo. Sobre la blusa o vestido de cueca y la chaqueta, con o sin faldeta completa, a veces acuchillada, también solía tener ciertos adornos en la pechera.
Cada vez se usan más las medias para lucirse.
Hacia fines del siglo XIX la falda se angosta considerablemente. Se le ponen piezas superpuestas y se le da un corte que acentúa el perfil de los glúteos. Se tiende a afinar la cintura y llegan los corsés y otros medios ortopédicos o supercherías de la moda creados en los centros más sofisticados del mundo occidental. En el peinado también hay cambios y el o los moños, el cabello levantado adelante, van desterrando a las trenzas y pautando los gustos a la moda.La calidad de las telas, los bordados, etcétera, dependerán de la situación económica de la usuaria.

## Distribución
En Chile se bailó desde Coquimbo a Peñaflor. Luego se extendió hasta Cautín hacia el sur, encontrándose después en Chiloé con características diferentes. No se sabe a ciencia cierta cómo llegó a esta última región, ya que no se han encontrado datos de dicho baile entre las provincias de Cautín a Llanquihue.